# Diputación Provincial de Guadalajara
La Diputación Provincial de Guadalajara es la institución pública encargada del Gobierno y la administración autónoma de la provincia de Guadalajara (España). Tiene su sede en el Palacio de la Diputación Provincial, situado en la ciudad de Guadalajara, capital de la provincia.

## Competencias y servicios
Las diputaciones provinciales son las encargadas de la coordinación de los servicios municipales entre sí para la garantía de la prestación integral y adecuada para garantizar los principios de solidaridad y equilibrio económico intermunicipales, en el marco de la política económica y social; de la asistencia y la cooperación jurídica, económica y técnica a los Municipios, especialmente los de menor capacidad económica y de gestión; de la prestación de servicios públicos de carácter supramunicipal; de la cooperación en el fomento del desarrollo económico y social y en la planificación en el territorio provincial, y del fomento y la administración de los intereses peculiares de la provincia.
Para el cumplimiento de estos objetivos le Diputación de Guadalajara cuenta con una serie de servicios destinados principalmente a los ayuntamientos y a los ciudadanos de la provincia, divididos entre distintas áreas de servicios:
- Área de infraestructuras: Presta ayuda a los municipios en temas de contratación de obras públicas y civiles y de servicios de arquitectura y urbanismo.
- Área de bienestar social, igualdad y ciudadanía: Presta servicio a través de un centro de atención a la infancia situado en Guadalajara.
- Área de nuevas tecnologías: Presta asesoramiento a los ayuntamientos en materia de tecnologías de la información y la comunicación y desarrolla un plan informático provincial para los municipios.
- Área de educación: Incluye las escuelas de folclore y danza y la Banda de Música de la Diputación de Guadalajara.
- Área de cultura: De la que dependen el Centro de la Fotografía y la Imagen Histórica de Guadalajara (CEFIHGU), una biblioteca de investigadores y la Sala de Exposiciones de la Diputación de Guadalajara.
- Área de deportes: Mantiene el polideportivo San José y la Escuela de Vela de la Diputación de Guadalajara.
- Área de turismo: Es la encargada de la promoción turística de la provincia.
- Área de medio ambiente: Asesora a los ayuntamientos en materia de protección medioambiental.
- Área de promoción económica: A través del denominado Grupo Desarrollo potencia el empleo y el desarrollo económico de los municipios, la innovación y la promoción económica.
- Área de asistencia municipal: Da apoyo a los ayuntamientos prestando asistencia jurídica y técnica, en forma de dictámenes e informes jurídicos y verbales; asistencia económica, con asesoramiento en estas cuestiones incluso confeccionando los presupuestos municipales, y asistencia administrativa con apoyo en el desempeño de funciones públicas reservadas a personal de Administración Local.
- Área sanitaria: A través de la gestión del Centro Sociosanitario Hospital Provincial.
- Área de cooperación municipal: Establece varios centros comarcales de la Diputación en Sigüenza, Molina de Aragón, Cogolludo, Cifuentes y Pastrana.
- Área de hacienda: A través de un servicio provincial de recaudación realiza la gestión de los tributos locales de 270 municipios de la provincia, que no cuentan con medios propios para hacer esta gestión por la complejidad y los altos costes que conlleva.

Además, la Diputación de Guadalajara cuenta con varios organismos autónomos que prestan servicio a los distintos municipios de la provincia:
- Consorcio Provincial de Extinción de Incendios: Es el encargado de prestar el servicio de bomberos a pequeños municipios a través de varios parques de bomberos establecidos en Guadalajara, Sigüenza, Molina de Aragón y Sacedón.
- Consorcio Provincial de Residuos Sólidos Urbanos: Es el encargado del tratamiento de las basuras procedentes de los municipios de la provincia a través de la Planta de Tratamiento de Residuos Urbanos de Torija y de otras menores situadas en Molina de Aragón, Sigüenza y Sacedón.
- Conservatorio Provincial de Música: Imparte distintas disciplinas musicales en el complejo San José de Guadalajara.
- Fundación de deportes: Se encarga de gestionar las instalaciones deportivas dependientes de la Diputación de Guadalajara y de irradiar la actividad deportiva a los distintos municipios de la provincia.

Para la prestación de algunos de estos servicios la Diputación de Guadalajara es propietaria y gestiona el complejo San José, situado en el centro de Guadalajara, donde se establecen las escuelas de danza y folclore, el polideportivo San José, el conservatorio provincial de música, la residencia Príncipe don Felipe, la biblioteca de investigadores, la sede de la Universidad Nacional de Educación a Distancia (UNED) en Guadalajara y el servicio provincial de recaudación, entre otros.

## Composición
| Actual distribución de la Diputación tras las elecciones municipales de 2023 | Actual distribución de la Diputación tras las elecciones municipales de 2023 | Actual distribución de la Diputación tras las elecciones municipales de 2023 | Actual distribución de la Diputación tras las elecciones municipales de 2023 | Actual distribución de la Diputación tras las elecciones municipales de 2023 |
| Partido político                                                             | Votos                                                                        | %                                                                            | Diputados                                                                    |                                                                              |
| ---------------------------------------------------------------------------- | ---------------------------------------------------------------------------- | ---------------------------------------------------------------------------- | ---------------------------------------------------------------------------- | ---------------------------------------------------------------------------- |
| Partido Socialista de Castilla-La Mancha (PSCM-PSOE)                         | 53.962                                                                       | 40,83%                                                                       | 14                                                                           |                                                                              |
| Partido Popular de Castilla-La Mancha (PP-CLM)                               | 40.792                                                                       | 30,86%                                                                       | 9                                                                            |                                                                              |
| Vox (VOX)                                                                    | 15.426                                                                       | 11,67%                                                                       | 2                                                                            |                                                                              |

### Distribución de escaños por partidos judiciales
| Partido judicial |    |   |   | Diputados |
| ---------------- | -- | - | - | --------- |
| Guadalajara      | 7  | 6 | 2 | 15        |
| Molina de Aragón | 3  | 1 |   | 4         |
| Sigüenza         | 4  | 2 |   | 6         |
| Total            | 14 | 9 | 2 | 25        |

## Organización

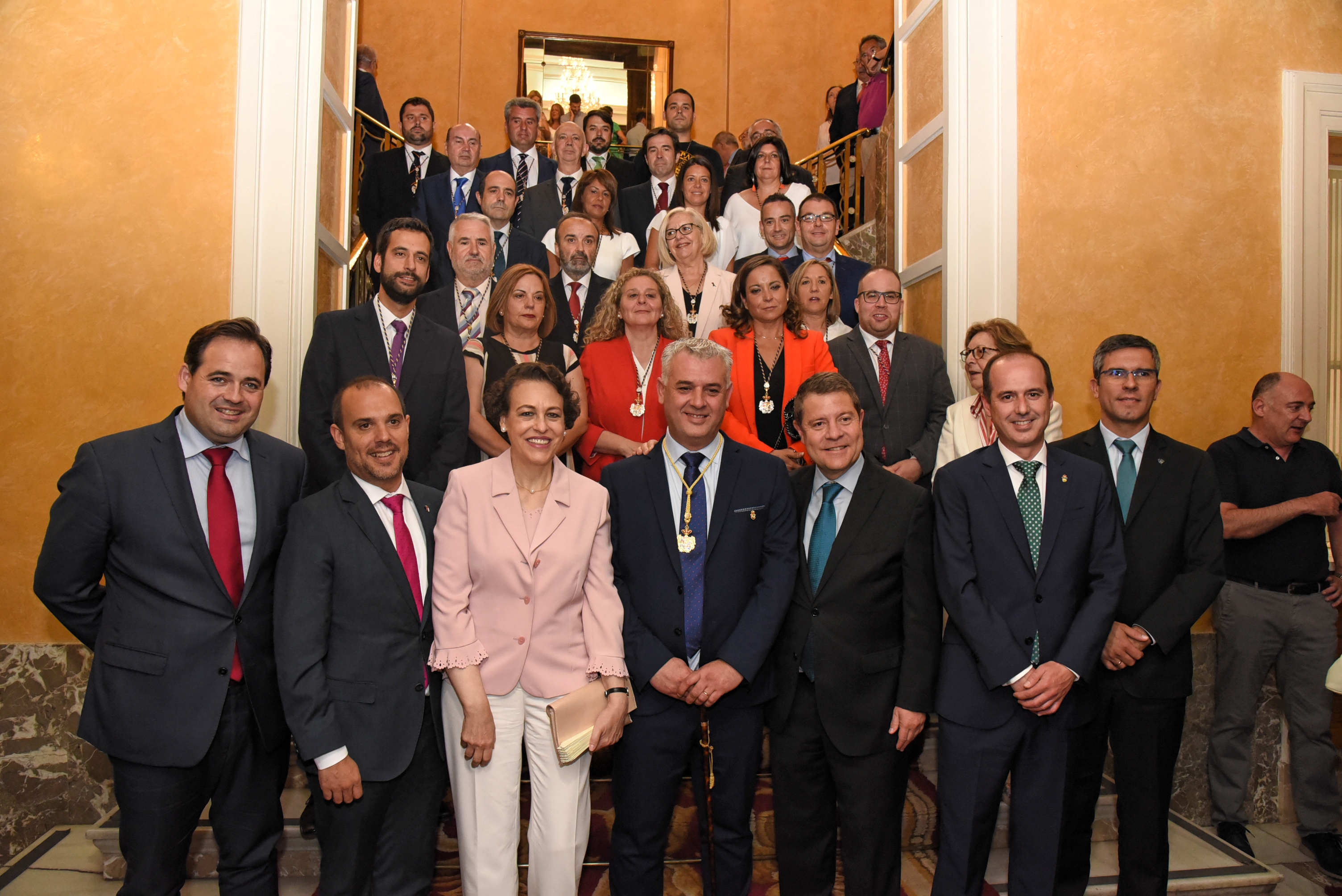
Foto de grupo en la constitución de la nueva Corporación de la Diputación Provincial de Guadalajara en 2019

La Diputación Provincial está compuesta por un Pleno y por una Junta de Gobierno:
- La Corporación Provincial conforma el Pleno de la Diputación, formado por veinticinco diputados provinciales, entre los cuales son nombrados el presidente de la Diputación y uno o varios vicepresidentes. Los diputados son elegidos de forma indirecta entre los alcaldes y concejales electos en las elecciones municipales siguiendo como circunscripción electoral los partidos judiciales, correspondiendo un máximo de quince al partido judicial de Guadalajara, cuatro al de Molina de Aragón y seis al de Sigüenza.Palacio de la Diputación Provincial de Guadalajara.

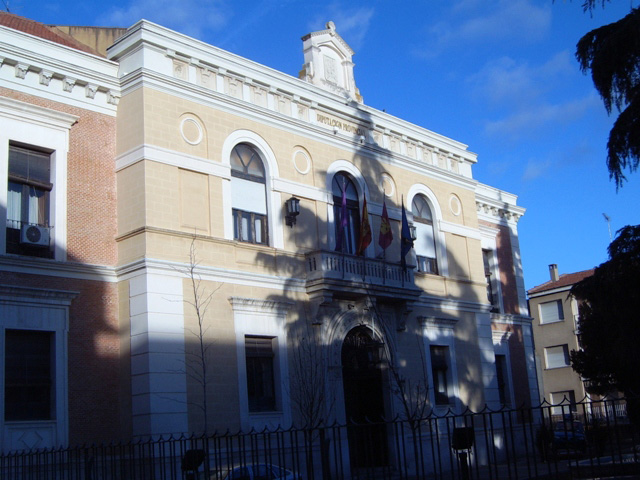
Palacio de la Diputación Provincial de Guadalajara.

- La Junta de Gobierno está formada por el presidente de la Diputación y un número no superior al tercio de los diputados que conforman el Pleno, de los cuales son parte también el o los Vicepresidentes. La Junta de Gobierno se estructura en distintas áreas que se reparten las competencias ejecutivas de la Diputación, y que a su vez se pueden estructurar en Delegaciones encomendadas a los diputados delegados. En la legislatura 2007-2011 forman la Junta de Gobierno diez miembros de la Corporación Provincial más el presidente y está estructurada en cinco áreas competenciales: 
  - Área de desarrollo municipal y relaciones institucionales.
  - Área de recursos sostenibles.
  - Área de función pública, régimen interior y atención sociosantaria, donde se incluye también un Diputado delegado de economía y hacienda.
  - Área de infraestructuras.
  - Área de servicios, que se estructura en cuatro Delegaciones: Deportes y cultura, Promoción económica, industria, comercio y consorcio de bomberos, Bienestar social, igualdad y ciudadanía y Educación.

Además de las Delegaciones, asumen las delegaciones en los Centros Comarcales de Sigüenza, Molina de Aragón, Cogolludo, Cifuentes y Pastrana dos diputados de zona por cada una de ellas.
| Corporación Provincial y Junta de Gobierno |         |                  | |                                |
| Diputado                                   | Partido | Partido judicial | Cargo en la Diputación | Cargo municipal                |
| José Luis Vega Pérez                       |         | Guadalajara      | Presidente | Alcalde de Mondéjar            |
| Rubén García Ortega                        |         | Guadalajara      | Vicepresidente 1.º. Diputado de Turismo y Ferias, Cooperación al Desarrollo y Consorcio de Residuos.                                                                 | Alcalde de Torija              |
| Olga Villanueva Muñoz                      |         | Guadalajara      | Vicepresidenta 2.ª. Diputada de Bienestar Social, Sanidad, Consumo e Igualdad.                                                                                       | Concejala de El Casar          |
| Bárbara García Torijano                    |         | Guadalajara      | Vicepresidenta 3.º. Diputada de Nuevas Tecnologías, Género y Diversidad, Participación Ciudadana y Transparencia y directora del Boletón Oficial de la Provincia.    | Alcaldesa de Torrejón del Rey  |
| Pedro David Pardo de la Riva               |         | Guadalajara      | Vicepresidente 4.º. Diputado de Centros Comarcales, Centro Comarcal de Guadalajara Sur, Planificación y Fomento.                                                     | Alcalde de Hontoba             |
| Susana Alcalde Adeva                       |         | Guadalajara      | Vicepresidenta 5.º. Diputada de Economía y Hacienda. | Concejala de Marchamalo        |
| María del Carmen Gil Gil                   |         | Guadalajara      | Diputada de Política Territorial y Desplazamiento, Relación con los Medios de Comunicación, Centro Comarcal de Cifuentes, Cooperación Municipal y Formación Externa. | Concejala de Cifuentes         |
| David Pascual Herrera                      |         | Molina           | Diputado de Deportes, Juventud y Centro Comarcal de Molina. | Alcalde de Molina de Aragón    |
| Teresa Franco Bañobre                      |         | Sigüenza         | Diputada de Cultura, Educación, Residencia de Estudiantes, Banda de Música, Complejo Príncipe Felipe y Centro San José y Escuela de Folclore.                        | Concejala de Sigüenza          |
| Ramiro Magro Sanz                          |         | Sigüenza         | Diputado de Obras y Servicios. | Alcalde de Medranda            |
| Héctor Gregorio Esteban                    |         | Sigüenza         | Diputado de Ganadería, Medio Ambiente, Centro Comarcal de Cogolludo, Desarrollo Rural y Agricultura.                                                                 | Alcalde de Jadraque            |
| Rosa Abel Muñoz                            |         | Molina           | Diputada de Arquitectura, Desarrollo y Promoción Económica | Alcaldesa de Alustante         |
| Ángela Ambite Cifuentes                    |         | Guadalajara      | Diputada de Régimen Interno, Prevención y Extinción de Incendios, Protección Civil y Asistencia al Municipio.                                                        | Concejala de Málaga del Fresno |
| Lorenzo Robisco Pascual                    |         | Guadalajara      | Presidente del Grupo Popular | Concejal de Guadalajara        |
| Alfonso Esteban Señor                      |         | Guadalajara      | Portavoz del Grupo Popular | Concejal de Guadalajara        |
| Jesús Herranz Hernández                    |         | Molina           | Diputado del Grupo Popular | Concejal de Molina de Aragón   |
| José Ángel Parra Mínguez                   |         | Guadalajara      | Diputado del Grupo Popular | Alcalde de Peñalver            |
| Alberto Domínguez Luis                     |         | Sigüenza         | Diputado del Grupo Popular | Concejal de Jadraque           |
| José Manuel Latre Rebled                   |         | Sigüenza         | Diputado del Grupo Popular | Concejal de Sigüenza           |
| Francisco Javier Pérez del Saz             |         | Guadalajara      | Diputado del Grupo Popular | Alcalde de Illana              |
| Jesús Parra García                         |         | Sigüenza         | Diputado del Grupo Popular | Concejal de Atienza            |
| Marta Abadez González                      |         | Guadalajara      | Diputada del Grupo Popular | Concejala de El Casar          |
| Concepción Casado Herranz                  |         | Molina           | Diputado del Grupo Popular | Concejala de Orea              |
| Daniel Touset López                        |         | Guadalajara      | Portavoz de Unidas Podemos - Izquierda Unida | Concejal de El Casar           |
| Iván Sánchez Serrano                       |         | Guadalajara      | Portavoz de Vox | Concejal de Alovera            |

## Historia

### Los orígenes: La Diputación Provincial de Guadalajara con Molina

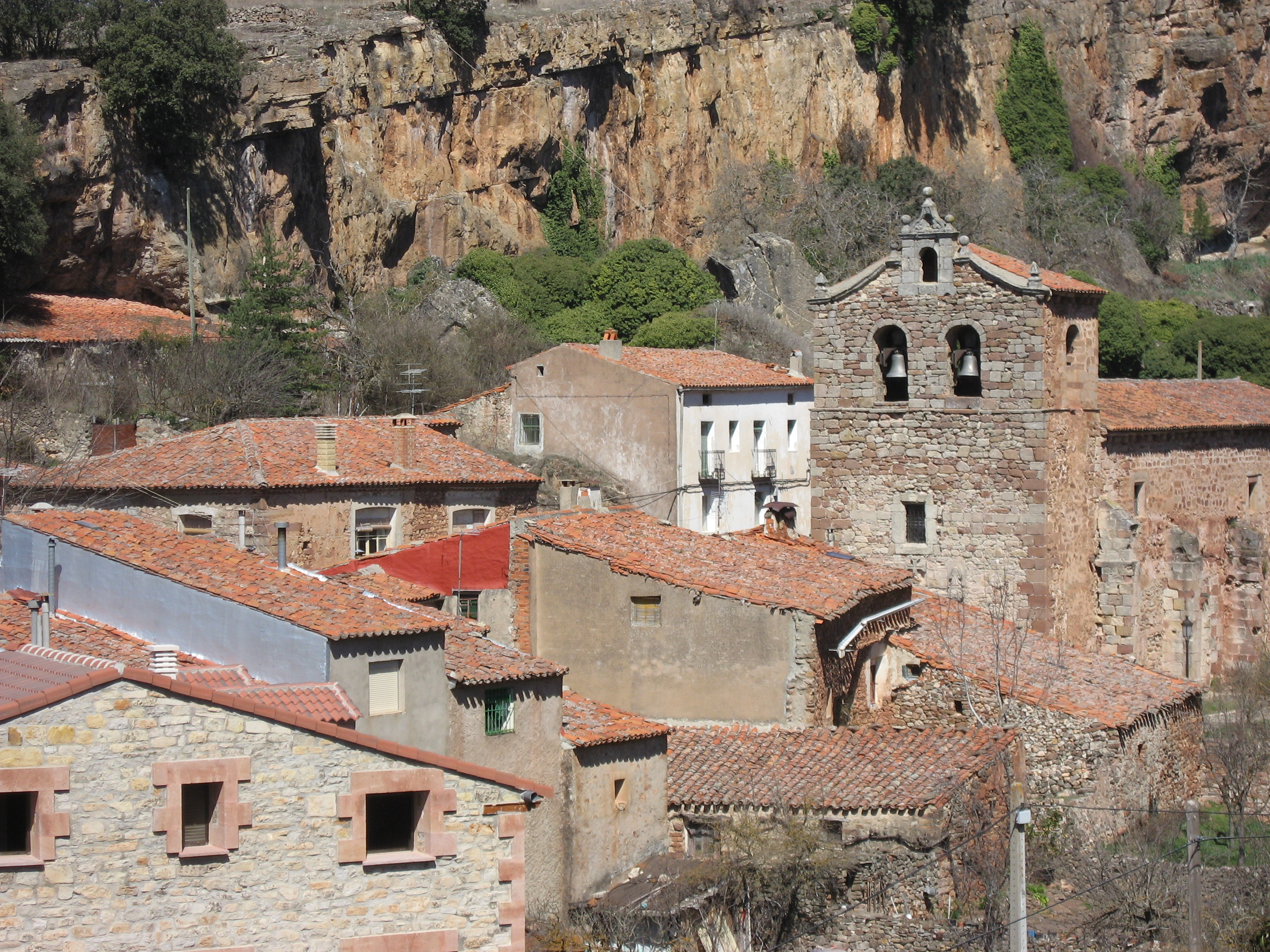
Anguita, lugar donde se firmó el acta por el que se constituyó la primera diputación provincial siguiendo la Constitución de Cádiz.

La Constitución Española de 1812 encomendó el gobierno de las provincias a las diputaciones provinciales, órganos que serían de nueva creación, siguiendo la constitución de la nueva división territorial española prevista. La constitución de estas corrieron a cargo de las juntas superiores provinciales, dependientes de la Junta Suprema Central creada como gobierno temporal de España en plena Guerra de la Independencia. En un principio se coordinaron dos juntas superiores provinciales, la Junta Superior de Guadalajara y la Junta Superior del Señorío de Molina, una de las últimas reminiscencias de la señorialización en España. Así, en plena guerra, el 25 de abril de 1813 fue constituida la Diputación Provincial de Guadalajara con Molina. El lugar elegido para ello fue la villa de Anguita, enclave idóneo para este acontecimiento por su geografía y su importancia, y también así evitar las batallas que ocurrían en la capital y en otras localidades mayores de la provincia. Los límites provinciales entonces no coincidían plenamente con los actuales y estaba formado por los partidos judiciales de Anguita, Atienza, Brihuega, Cifuentes, Cogolludo, Guadalajara, Molina, Pastrana, Sigüenza y Torrelaguna.
La Diputación Provincial estaría presidida por el jefe político. En 1814 Fernando VII reinstauraría el absolutismo, por lo que las diputaciones provinciales quedaron abolidas hasta el pronunciamiento liberal del Rafael de Riego de 1820, que daría lugar a su resurgimiento. Como las demás diputaciones provinciales abolidas, el 23 de abril de 1820 volvería a constituirse la Diputación Provincial de Guadalajara con Molina. El retorno del absolutismo en 1823 de la mano de los cien mil hijos de San Luis volvería a disolver las diputaciones provinciales.

### Restauración del régimen liberal de 1833
La restauración del régimen liberal en 1833 tras la muerte de Fernando VII daría lugar a la proyección por parte de Javier de Burgos de una nueva división territorial española en provincias y a la reinstauración definitiva de las diputaciones provinciales. Una de las 49 provincias creadas sería la de Guadalajara, a la que se daría gobierno a través de la Diputación Provincial de Guadalajara, constituida el 15 de noviembre de 1835 con ese nombre ya de manera definitiva, y cuya sede sería itinerante entre varios edificios de la capital hasta la inauguración del Palacio de la Diputación Provincial en 1883. Las diputaciones provinciales fueron constituidas como el principal instrumento del Gobierno Central para poder extender y consolidar la nueva administración, siendo su principal cometido el actuar como órgano superior jerárquico de los ayuntamientos, sobre los que ejerce un fuerte control ejecutivo. Así, la Diputación Provincial estaría presidida por el jefe político, primero, y por el gobernador civil, después cuando el primero cambió su denominación en 1847. Igualmente se compondría de un Pleno, que tendría un poder relativo respecto al Jefe Político, integrado por los diputados provinciales elegidos por los municipios siguiendo la circunscripción de los partidos judiciales. Estos serían entonces los de Brihuega, Cifuentes, Guadalajara, Miedes (desde 1835, de Atienza), Molina, Pastrana, Sacedón, Sigüenza, y Tamajón (en diversos momentos, de Cogolludo).
En estos años la Diputación asumiría una serie de competencias basadas en la beneficencia, la instrucción pública, la construcción y conservación de caminos vecinales y el desarrollo agrícola, ganadero y comercial. Siguiendo las competencias de beneficencia, la Diputación Provincial, ante la gran cantidad de heridos en las guerras carlistas, toma acuerdo con diversas congregaciones católicas para el establecimiento de un hospital de carácter civil y militar en el convento de los Remedios de Guadalajara. También inauguró una inclusa en el convento de la Concepción de Guadalajara que se añadió a las existentes en Sigüenza y Atienza. Igualmente mejoró las instalaciones de los baños de aguas termales de Trillo.
En cuanto a la instrucción pública, la Diputación provincial inauguró la biblioteca pública provincial, el museo provincial, el instituto de enseñanza secundaria y la Escuela Normal de Maestros.
En relación con la mejora de caminos vecinales, poco pudo hace la Diputación provincial salvo la colaboración en la construcción de algunos tramos de carreteras nacionales que pasaban por al provincia como la de Madrid a Logroño y Pamplona, o la de algunas otras provinciales incluidas en el Plan General de Carreteras de 1860.
La competencia en el fomento de iniciativas agrarias, ganaderas y comerciales, le Diputación Provincial tan solo pudo realizar medidas de protección e impulso del sector primario basadas básicamente en subvenciones e indemnizaciones, así como en la concesión de licencias a algunas explotaciones mineras como las de plata de Hiendelaencina.

### Restauración y II República
Con la Constitución española de 1869 se van a consolidar las funciones de las diputaciones provinciales dentro del sistema político español. Para ello, una de las primeras grandes decisiones del Pleno de la Diputación fue en 1878 la construcción de la Casa Palacio de la Diputación Provincial que fijase la sede en un lugar concreto y dejase de ser itinerante. La nueva sede de la Diputación fue inaugurada con la celebración de un Pleno el 20 de noviembre de 1882.
En 1896 la Diputación vivió una grave crisis institucional cuando la mayoría de los diputados provinciales consideraron fraudulenta la elección del conservador Román Morencos como presidente. La crisis se subsanó dos años después con la substitución de Morencos al frente de la presidencia por el liberal Ricardo Martínez y Martínez.
Durante esta época se consolidó la existencia de la provincia como entidad político-territorial española. En la Asamblea de Diputaciones Castellanas, convocada por la Diputación de Palencia en 1894, la Diputación de Guadalajara hizo un decidida defensa de la existencia de la institución de la provincia en una época en la que empezaban a cobrar fuerza las tendencias regionalistas de muchas zonas de España. Sin embargo, durante varias décadas el debate ideológico se hizo notar en la provincia de Guadalajara, en donde los conservadores, como defensores del regionalismo, hicieron un alegato en favor de suprimir las provincias o, al menos, dejarlas es un último plano desde el punto de vista del poder político, y los liberales se pronunciaron en favor del mantenimiento de la institución. Esta última línea sería finalmente la que se impondría, llegando a manifestarse en varias ocasiones la Diputación en favor del provincialismo y defendiendio el mantenimiento de las mismas en la Asamblea de Diputaciones Españolas celebrada en Barcelona en marzo de 1931.
Desde el punto de vista institucional, la Diputación provincial sufrió una profunda reforma en su estructura orgánica para adaptarse a las distintas disposiciones legales que fueron apareciendo entre 1868 y 1931:
- La Presidencia de la Diputación. Hasta la reforma institucional de las diputaciones provinciales en 1868, la presidencia de la Institución correspondía al gobernador civil. El primer presidente, Diego García Martínez, fue elegido desde la Junta de Gobierno creada durante la revolución de 1868. Sin embargo, hasta la Ley Provincial de 1870 no se instituyó la figura de Presidente. Desde entonces, es elegido por el Peno, independientemente de la Gobernación Civil, por lo que la Diputación toma cierta autonomía frente al Gobierno central, aunque el gobernador civil sigue siendo asistente a los plenos de la Diputación.
- El Pleno de la Diputación. En la nueva época sigue siendo el órgano máximo de la Diputación y mantiene las mismas competencias que en la anterior, aunque comienza a tener autonomía respecto al gobernador civil, aunque sus sesiones siguieron estando muy controladas por los Ayuntamientos.
Entre 1868 y 1925 los diputados del Pleno eran elegidos por los electores dentro de la circunscripción electoral del partido judicial. Con el Estatuto Provincial de 1925 se pasaría a elegir la mitad de los diputados por los electores de la provincia como circunscripción electoral única (los diputados directos), y la otra mitad entre los concejales de los distintos Ayuntamientos (los diputados corporativos).
- La Comisión Provincial. Es un nuevo órgano creado con la Ley Provincial de 1870. Hasta 1882 se le atribuyó algunas funciones contencioso-administrativas, la preparación de los asuntos del Pleno y la de vigilar la exacta ejecución de sus acuerdos.
- También, durante estas décadas, se desarrolla una mayor estructura administrativa interna que cuenta con una completa plantilla de funcionarios.

Las competencias que adquiere la Diputación provincial son acerca de beneficencia, instrucción pública, carreteras y caminos y fomento de actividades agrarias, industriales y comerciales.

Entre las actuaciones dentro de sus competencias llevadas a cabo por la Institución, en beneficencia destacaron la ampliación de la inclusa de Guadalajara entre 1880 y 1933, y la construcción entre 1929 y 1933 del nuevo edificio del Hospital Provincial.
En cuanto a la instrucción pública, la Diputación provincial, aparte del mantenimiento del instituto de enseñanza secundaria y de la Escuela Normal de Maestros, llevó a cabo la construcción de escuelas en todos los municipios de la provincia y las Colonias Escolares de Solanillos durante los años 1930. También continuó manteniendo la Biblioteca y el Museo Provincial, que se instalarían en el palacio de la Diputación Provincial.
Otra de las actuaciones principales de la Diputación de Guadalajara durante estos años fue el descrito por el Plan de Carreteras de 1880 y, sobre todo, por el Plan General de Caminos Vecinales de la Provincia de Guadalajara de 1885, en el que se proyectan el arreglo y la construcción de varias carreteras que cruzasen la provincia, incluyendo hasta veintitrés puentes que salvasen las aguas de los ríos. Desde la Diputación provincial también se proyectan la construcción de varias vías ferroviarias que cruzasen toda la provincia. Finalmente ninguna de las impulsadas por la Diputación se llegaría a construir pese al beneplácito de muchas de ellas y tan solo se llegó a realizar por esa época el ferrocarril del Tajuña de Madrid a Alocén.
La extensión de la telefonía en España por el Plan de Telefonía Nacional de 1917 dio lugar a que la Diputación fomentase el gasto en la instalación de líneas telefónicas hasta muchos de los municipios a los que no llegó el PTN, en un plan que se completó en los años 1930. En 1887 se construyó por iniciativa de la Diputación provincial la Cárcel Provincial y la Audiencia Provincial.
En lo que se refiere a los ajustes territoriales dados en la provincia, en 1867 se suprimieron los partidos judiciales de Tamajón y de Sacedón. El segundo fue repuesto en febrero de 1872, mientras que el de Tamajón tuvo que esperar hasta marzo por la constante polémica de su capitalidad y, por tanto, denominación, que finalmente se resolvió en favor de Cogolludo.

### Franquismo
Tras la última Guerra Civil y con la instauración de la dictadura de Francisco Franco las diputaciones provinciales comienzan una etapa de subordinación al Gobierno Central al perder su autonomía administrativa local. Las diputaciones quedan como mera Administración Periférica del Estado. Así, el presidente de la Diputación es elegido no ya por el Pleno entre sus miembros, sino que es nombrado por el ministro de la Gobernación. Igualmente, el gobernador civil vuelve a ser asistente a los plenos y supervisor de sus acuerdos.
El Pleno de la Diputación pasó a denominarse Comisión Gestora hasta que con la reforma de 1949 volvió a recuperar su nombre original. Además de estar supervisado por el gobernador civil, pierde potestades reglamentarias en temas tan importantes como la de los Presupuestos de la propia Diputación, que quedan supeditadas al Ministerio de Hacienda. La mitad de los diputados eran elegidos en cada Partido Judicial entre los alcaldes y concejales de la demarcación correspondiente y la otra mitad mediante las llamadas elecciones orgánicas.

Las comisiones se establecieron en 1945 para el estudio y preparación de ciertas secciones de asuntos como la beneficencia, la sanidad, el urbanismo, la agricultura, la ganadería y la reforestación, la educación y las obras públicas. A merced de estas comisiones, en 1949 se instauró la Comisión de Gobierno, formada por el presidente y los diputados integrantes en cada una de las secciones de las comisiones.
Las migraciones a las grandes urbes durante los años 1960 provocó la despoblación de muchas zonas de la provincia de Guadalajara. Y con ella, un nuevo reajuste de los partidos judiciales de la provincia, en el que quedaron vacantes los juzgados de Primeras Instancia e Instrucción de Atienza, Brihuega, Cogolludo, Cifuentes, Pastrana y Sacedón. Así, estos partidos judiciales quedan integrados en el de Guadalajara, salvo el de Atienza, que se integraría en el de partido judicial de Sigüenza.
Un sentimiento ciertamente regionalista guadalajareño, que afirma Guadadalajara como patria chica, e impregnado por el provincialismo liberal de las primeras décadas del siglo XX aunque adaptado a las circunstancias del régimen franquista, fue encabezado por intelectuales como Francisco Layna Serrano o José de Juan García. Este sentimiento dio lugar a que la Diputación institucionalizase en 1962 el Día de la Provincia que se fue celebrando hasta 1978 sin un día concreto.
Entre 1944 y 1953 la Diputación dedicó gran parte de sus recursos a la construcción del Colegio Provincial de San José, que sustituiría a las antiguas casas de expósitos. También se amplió el Hospital Provincial con nuevos servicios médicos y un centro psiquiátrico.
En este período las diputaciones provinciales tuvieron un fuerte protagonismo para la adecuación y mejora de las carreteras locales y de la red telefónica. En 1942 se aprobó un nuevo plan de caminos vecinales que perseguía poner en comunicación a todos los pueblos de la provincia.
Para completar la actuación de la Diputación y favorecer las operaciones crediticias de los agricultores y ganaderos de una provincia donde el sector primario era todavía el mayoritario, en 1964 crea la Caja de Ahorro Provincial de Guadalajara.

### Constitución de 1978
La Constitución española de 1978 establece la autonomía de las provincias para la gestión de sus propios intereses, y la Diputación será quien gestione el Gobierno y la administración autónoma de la provincia. De esta manera, la Diputación provincial se ha librado de toda tutela del Gobierno central, tanto en lo que se refiere a su composición como a lo relacionado con su funcionamiento, y los diputados provinciales son elegidos mediante las elecciones municipales, y su Presidente entre estos, que se complementan con la Comisión de Gobierno y las Comisiones Informativas y Especiales.
Las provincias en el período constituyente toman protagonismo como ente público territorial de agrupación de municipios, con personalidad jurídica propia, definidas en la propia Constitución, y a partir de las cuales van a nacer las comunidades autónomas. En el acuerdo preautonómico de Castilla-La Mancha de 1978 no fue ratificada por la Diputación de Guadalajara; la intención inicial de gobierno provincial guadalajareño era la de poder establecerse en una comunidad autónoma con la provincia de Madrid, posibilidad que también barajó la Diputación de Segovia. Finalmente, bajo el pretexto de las diferencias demográficas y socioeconómicas, y la pretensión por parte del Estado de crear en Madrid algo parecido a un distrito federal, quedó descartada la opción de establecer una comunidad autónoma que incluyesen a las provincias de Madrid, Guadalajara y Segovia. La posibilidad de quedarse fuera del juego autonómico, al contrario de la vía que habían tomado el resto de provincias españolas, y las presiones por parte del Gobierno preautonómico de Castilla-La Mancha, encabezado por el guadalajareño y defensor de la inclusión de la provincia de Guadalajara en esa comunidad autónoma, Antonio Fernández-Galiano, llevaron finalmente a la Comisión de Gobierno de la Diputación de Guadalajara a aceptar la inclusión de la provincia de Guadalajara en Castilla-La Mancha, que se produciría en verano de 1982, poco antes de la aprobación del Estatuto de Autonomía de Castilla-La Mancha por las Cortes Generales.
Desde entonces, la mayoría de las competencias que tenía la Diputación provincial fueron asumidas por la comunidad autónoma, y la Ley de Bases de Régimen local de 1985 establece el funcionamiento de las provincias. La Diputación provincial se encarga finalmente de asegurar la prestación integral y adecuada en la totalidad del territorio provincial de los servicios de competencia municipal y de coordinar las relaciones entre los municipios y la comunidad autónoma y el Estado.
En 1998, el entonces presidente de la Diputación de Guadalajara, Francisco Tomey, fue implicado en un caso de corrupción en el que presuntamente habría instado al entonces presidente de Caja Guadalajara a conceder una serie de créditos de alto riesgo a empresas dirigidas por amigos del propio Tomey. También fue denunciado por un presunto caso de alteración de las cuentas de la Diputación. El caso, conocido como caso Tomey, fue finalmente fue archivado por el Tribunal Supremo al no apreciar delito de falsedad en documento público.